# Надканижа
Надканижа (на унгарски: Nagykanizsa) е град в област Зала, югозападна Унгария. Намира се близо до езеро Балатон. През вековете градът е бил пресечна точка на търговските връзки. Стоките от Словения се транспортирали до Грац през Надканижа. Населението му е 46 866 души (по приблизителна оценка за януари 2018 г.).